# Райский, Андрей Александрович
Андрей Александрович Райский (род. 30 марта 1970) — советский и казахстанский хоккеист.

## Биография
Воспитанник усть-каменогорского хоккея.
В 1988—1989, 1990—1992 гг. играл в «Торпедо». Всего в высшей лиге чемпионата СССР провел 77 игр, набрав 21+19 очков по системе «гол+пас». В 1989 призван в армию, играл за СКА (Свердловск).
В 1992 году в 7 раунде драфта НХЛ под общим 156-м номером выбран клубом «Виннипег Джетс». С распадом СССР выехал в Северную Америку, где за полтора сезона провел 58 игр, набрав 38 (16+22) очков.
В 16 играх чемпионата Швейцарии отметился 14 шайбами и 15 передачами.
В 1994 году переехал в Москву и в течение 3 сезонов играл за ЦСКА. Здесь он провел 124 игры, забив 34 шайбы и сделав 41 передачу.
Сезон 1997/98 провел в Италии за клуб «Валь-Гардена», где за 29 игр забросил 18 шайб, сделал 30 результативных передач.
В сезоне 1998/99 года стал чемпионом Франции, набрав в 33 играх 42 (13+29) очка.
12 игр, проведенных в «Милано», выступавшем в чемпионате Италии, ознаменовались 3 шайбами и 5 передачами.
В середине сезона 1999/2000 года он переезжает в Новокузнецк, где в 20 играх в Суперлиге он отметился одной шайбой и шестью передачами.
Сезон 2000/01 проходит в Новосибирске, в высшей лиге. Результат — 40 игр, 12 шайб и 17 передач.
За весь сезон 2002/03 года выходит на лёд лишь 4 раза.
Сезон 2003/04 года начат в Кемерово (11 игр, 1+1), продолжен в Ольборге (5 игр, 4+1) (Дания), далее Орск (8 игр, 1+2) и закончен в Минске (3 игры, 0+1).
Последний сезон своей карьеры проводит в выступающем в 1 лиге чемпионата России и чемпионате Казахстана «Барысе». В чемпионате Казахстана в 24 играх забил 1 шайбу и сделал 3 передачи. А в 1 лиге в 56 играх набирает 11+22 очка.
Провел 7 чемпионатов мира в составе сборной Казахстана.
| Год  | Дивизион | Игр | Шайб | Передач | Место    |
| ---- | -------- | --- | ---- | ------- | -------- |
| 1994 | C        | 6   | 4    | 4       | 4 место  |
| 1995 | C1       | 4   | 2    | 4       | 3 место  |
| 1996 | C1       | 7   | 6    | 4       | 1 место  |
| 1997 | В        | 7   | 5    | 5       | 2 место  |
| 1998 | А        | 3   | 0    | 1       | 15 место |
| 2000 | В        | 7   | 1    | 8       | 2 место  |
| 2001 | 1        | 5   | 3    | 1       | 3 место  |

Всего в 39 играх на чемпионатах мира Райский забил 21 шайбу и сделал 27 передач.
С 12 декабря 2016 года — тренер команды МХЛ «Алтай» (Усть-Каменогорск).